# Panzhou
Koordinaten: 25° 52′ N, 104° 36′ O
Die Stadt Panzhou (chinesisch 盘州市, Pinyin Pánzhōu Shì), bis 2017 als Kreis Pan (chinesisch 盘县, Pinyin Pán Xiàn) bekannt, ist eine Stadt der bezirksfreien Stadt Liupanshui in der chinesischen Provinz Guizhou. Die Fläche beträgt 4.038 Quadratkilometer und die Einwohnerzahl 1.065.100 (Stand: Ende 2018).
Die Dadong-Höhlenstätte (Dadong yizhi 大洞遗址) steht seit 1996 auf der Liste der Denkmäler der Volksrepublik China (4-4).

## Administrative Gliederung
Die Stadt Panzhou setzt sich aus 6 Straßenvierteln, 14 Großgemeinden und sieben Nationalitätengemeinden zusammen. 